# Примењена математика
Примењена математика је грана математике која се бави математичким методама које налазе примену у науци, инжењерству, бизнису, информатици, и индустрији. Тако је примењена математика комбинација математичке науке и специјалистичких знања. Термин "примењена математика", такође описује професионалну специјализацију у којој математичар ради на практичним проблемима у формулисању и проучавању математичких модела. У прошлости, практична примена је мотивисала развој математичких теорија, које су тада постале предмет проучавања чисте математике, где се изучавају апстрактни појмови ради њих самих. Активност примењене математике је то блиско повезан са истраживањима у чистој математици.

## Историја
Историјски, примењена математика се углавном састоји од примењене анализе, пре свега диференцијалних једначина; теорија апроксимације (широко тумачење, укључује репрезентације, асимптотске методе, варијационе методе и нумеричку анализу); и примењену вероватноћу. Ове области математике везане су директно за развој Њутнове физике, а у ствари, разлика између математичара и физичара није строго направљена пре средине 19. века. Ова историја оставила је педагошко наслеђе у Сједињеним Америчким Државама: до почетка 20. века, предмети као што су класична механика чешће су предавани на одељењима примењене математике на америчким универзитетима, него на одељењима за физику, механика флуида се и даље учи на одељењима примењене математике. Квантитативне финансије се сада уче на одељењима за математику широм универзитета и математичке финансије се сматрају пуном граном примењене математике. Одељења за инжењерство и информатику традиционално користе примењену математику.

## Подела
Данас се термин "примењена матхематика" користи у ширем смислу. То укључује класичне области које су горе наведене као и друге области које су постале све значајније у апликацијама. Чак и области, као што су теорије бројева које су део чисте математике сада су важне у апликацијама (као што је криптографија), иако нису генерално сматране да буду део области примењене математике. Понекад, термин "применљива математика" се користи за разликовање традиционалне примењене математике која се развиле из физике и многих области математике које важе за реалне животне проблеме данас.
Не постоји консензус о томе шта су различите гране примењене математике. Такве категоризације су отежане због промене математике и науке током времена, успут универзитети организују одељења, курсеве и степена.
Многи математичари праве разлику између "примењене математике", која се бави математичким методама, и "примену математике" у оквиру науке и инжењерства. Биолог користећи модел становништва и применом познатих математике не ради примењену математике, већ је користи; Међутим, математички биолози су поставили проблеме који су стимулисали раст чисте математике. Математичари, као што су Поенкаре и Арнолд негирају постојање "примењене математике" и тврде да постоје само "примене математике." Слично томе, не-математичари мешају примењену математику и апликације математике. Употреба и развој математике за решавање индустријских проблема се такође назива "индустријска математика".
Успех савремених нумеричких математичких метода и софтвера је довело до појаве рачунске математике, рачунарске науке и рачунарског инжењерства, који користе рачунарство високих перформанси за симулацију појава и решавање проблема у науци и инжењерству. Они се често сматрју интердисциплинарним.

## Корист
Историјски, математика је најважнија у природним наукама и инжењерству. Међутим, после Другог светског рата, поља изван физичких наука су проузроковале стварање нових области математике, као што су теорије игара и теорије друштвеног избора, која је настала из економских разлога.
Појава рачунара је омогућила нове апликације: проучавање и коришћење новог рачунара и саме технологије (информатика) при решавању проблема који се јављају у другим областима науке (рачунарска наука), као и у математици рачунања (на пример, теоријска информатика, рачунарска алгебра, нумеричка анализа). Статистика је вероватно најраспрострањенија математичка наука која се користи у друштвеним наукама, али и у другим областима математике, посебно у економији, и то доказује све њене корисности у овим дисциплинама.

## Статус у академским одељењима
Академске институције нису доследни начину на који групишу и праве курсеве, програме и степене у примењеној математици. У неким школама постоји једно математичко одељење, док други имају засебна одељења за примењену математику и (чисту) математику. Веома је уобичајено за одељења за статистику да буду одвојена у школама са постдипломским програмима, али многе само основне институције рачунају статистику под одељењем математике.
Многи програми примењене математике (за разлику од одељења) састоје се од свих излистаних курсева и заједнички именованим факултетом у одељењима представљају апликације. Неки програми у области примењене математике захтевају мало или не захтевају нимало курсева изван математике, док други захтевају значајне курсеве у одређеној области примене. У неким аспектима, ова разлика одражава разлику између "примене математике" и "примењене математике".
Неки универзитети у Уједињеном краљевству држе одељења примењене математике и теоретске физике, али сада много ређе имају одвојена одељења за чисту и примењену математику. Значајан изузетак је Одељење за примењену математику и теоријску физику на Универзитету у Кембриџу, где су Лукасовски професори математике, прошли носиоци су Исак Њутн, Чарлс Бебиџ, Џејмс Лајтхил, Пол Дирак и Стивен Хокинг.
Школе са посебним одељењима за примењену математику у распону од Универзитета Браун, који има велики одсек за примењену математику која нуди дипломе кроз докторат, до Универзитета Санта Клара, који нуди само мастер студије у примењеној математици. Истраживачки универзитети деле своја одељења у чисте и примењене секције укључујући и МИТ. Универзитет Бригам Јанг такође истиче примењени и рачунарски (АЦМЕ) програм који омогућава студенту да дипломира са математику, са нагласком на примењеној математици. Студенти у овом програму имају још једну могућност за учење (Информатика, инжењерство, физика, чиста математика, итд.) како би допунили своје вештине примењене математике.

## Асоциране математичке науке
Примењена математика је уско повезана са другим математичким наукама.

### Рачунарска наука
Рачунарска наука обухвата примењену математику (посебно нумеричку анализу), информатику (нарочито рачунара високих перформанси), и математичко моделирање у научним дисциплинама.

### Информатика
Информатика се ослања на логику, алгебру, и комбинаторику.

### Операциона истраживања и управљање науком
Операциона истраживања и управљање науком су често учени на факултетима техничких наука, бизниса и јавне политике.

### Статистика
Примењена математика има значајно преклапање са дисциплином статистике. Статистички теоретичари проучавају и побољшавају статистичке процедуре са математиком, а статистичка истраживања често се баве питањима математике. Статистичка теорија се ослања на вероватноћу и теорију одлучивања, а интензивно користи рачунарску науку, анализу и оптимизацију; за пројектовање експеримената, статистичари користе алгебру и комбинаторни дизајн. Примењени математичари и статистичари често раде у одељењу математичких наука (посебно на вишим школама и мањим универзитетима).

### Актуарска наука
Актуарска наука примењује вероватноћу, статистику и економску теорију за процену ризика у осигурању, финансијама и другим индустријама и професијама.

### Математичка економија
Математичка економија је апликација математичких метода које представљају теорије и анализирају проблеме у економији. Примењене методе се обично односе на нетривијалне математичке технике или приступе. Математичка економија се заснива на статистици, вероватноћи, математичком програмирању (као и на другим рачунским методама), операционим истраживањима, теорији игара, и на неке од метода математичке анализе. У том смислу, подсећа на (али се разликује) финансијску математику, други део примењене математике.
Према математичком субјекту класификације (МСК), математичка економија спада у примењену математику/друге класификације категорије 91:
Теорија игара, економија, социјална и науке понашања
са MSC2010 класификацијом за "теорију игара" на кодовима 91Аxx и за "математичку економију" у кодовима 91Bxx.

### Применљива математика
Применљива математика је потдисциплина примењене математике, мада не постоји консензус о прецизној дефиницији. Понекад се термин „применљива математика” користи да би се правила разлика између традиционалне примењене математике која се развила уз физику и многих подручја математике која су данас применљива на проблеме у стварном свету.
Математичари често преаве разлику између „примењене математике” с једне стране, и са друге стране „примена математике” или „применљиве математике”, како унутар науке, тако и изван ње. Неки математичари наглашавају термин применљиве математике ради одвајања или разграничења традиционалних примењених подручја од нових облика примена које се јављају из поља која су раније виђена као чиста математика. На пример, са овог становишта, еколог или географ који користи популацијске моделе и примењује познату математику не бави се примењеном, већ применљивом математиком. Чак су и поља попут теорије бројева која су део чисте математике сада важна у апликацијама (као што је криптографија), мада се углавном не сматрају делом поља саме примењене математике.
Други аутори радије описују применљиву математику као спој „нових” математичких апликација са традиционалним пољима примењене математике. С овим гледиштем, термини примењена математике и применљива математике су стога синонимни.

### Друге дисциплине
Линија између примењене математике и појединих области примене често је замагљена. Многи универзитети предају математичке и статистичке курсеве ван одговарајућих одељења, у одељењима и областима, укључујући бизнис, инжењерство, физику, хемију, психологију, биологију, информатику, рачунарску науку и математичку физику.